# Бранко Перишић Баџа
Бранко Перишић Баџа (Шибеник, 11. августа 1923 — Јастребац, 19. септембра 1943) био је учесник Народноослободилачке борбе и народни херој Југославије.

## Биографија
Бранко Перишић Баџа рођен је 11. августа 1923. године у Шибенику, у сиромашној радничкој породици. Пошто је као дијете остао без оба родитеља, општинске власти су га смјестиле у Дом сирочади у Шибенику. У дому је растао са с осталом дјецом и завршио основну школу. Од раног дјетињства је остављао утисам ћутљивог и мирног дјетета. По завршетку основне шклоле 1935. године, Бранко је наставио школовање у Војнозанатској школи „Обилићево“ у Крушевцу, а након завршетка 1939. запошљава се као радник у заводу „Обилићево“.

### Ратно искуство
Након уласка у Крушевац дијелова 60. њемачке моторизоване дивизије, 14. априла 1941. године, у граду су почеле припреме уа устанак, а крајем јуна и припреме за формирање оружаних јединица. Већ 22. јула на брду Дебела Глава, формиран је Расински партизански одред-а.
Дружећи се са омладином прокомунистички настројеном, Бранко је веома рано пришао радничком и омладинском покрету. Својом храбрости, истицао се у извршавању многобројних задатака и провођењу акција, још на почетку свог револуционарног рада. То су позитивно оцјениле партијске организације, па је примљен у СКОЈ, а већ 1940. и у КПЈ.
У саставу Расинског одреда у почетку су дјеловале двије чете - Расинска и Трстеничка (у чијем саставу су били и припадници СКОЈ-а). Њихове акције су се сводиле на рушењу мостова, жељезничких пруга, зграда општинске администрације, жандармеријских станица, те убијању недићеваца. Заједно са равногорским четницима 23. септембра 1941. године извршили су напад на Крушевац гдје су били смјештени дијелови 737. и 749. пука 717. њемачке дивизије. Бранко се истакао у овим борбама, бацивши бомбе на два њемачка камиона која су превозила војнике. Борба је трајала три дана, све до доласка црних четника, јединица Косте Пећанца, бившег четничког војводе који се ставио под директну команду Нијемаца. Његове снаге, заједно са Нијемцима и недићевцима, протјерују партизанско-четничке (равногорске) јединице из града.
Након овог, квинслишка полиција проводи хајку у граду хапсећи све оне који подржавају устанак. Изненадни напад на Расински партизански одред десио се 13. октобра 1941. кад су их поново напали црни четници. Након овог, почињу страшни унутарсрпски обрачуни, а устаничке јединице бивају страшно ослабљене. Разбијене јединице Расинског НОП-а прикључују се најпре Топличким јединицама, а онда средином марта 1942. заједно приступају Јабланичком, па Копаоничком НОП-у. У јануару 1943, Бранко је поново извео једну диверзију у Крушевцу, ликвидиравши једну групу гестаповаца и вјешто умакао.
Средином 1943. партизанске јединице на Копаонику поново ојачавају и крећу у борбе са црним четницима, недићевцима и Бугарима. У овим борбама, 19. септембра 1943. на Јастребцу, у рејону Црне Чуке Бранко бива смртно погођен.
За народног хероја Југославије проглашен је 5. јула 1951. године.